# Avec Ringo arrive le temps du massacre
Pour plus de détails, voir Fiche technique et Distribution.
Avec Ringo arrive le temps du massacre (Giunse Ringo e... fu tempo di massacro) est un western spaghetti italien sorti en 1970, réalisé par Mario Pinzauti.

## Synopsis
Slim Farrel, shérif fédéral, et le pistolero Ringo arrivent dans un village proche de la frontière entre le Mexique et les États-Unis pour retrouver Mike, le frère de Ringo, engagé par un propriétaire, Don Juan. Le village est troublé par une série de crimes mystérieux. Slim découvre bientôt que le frère de Ringo est l'une des victimes.

## Fiche technique
- Titre français : Avec Ringo arrive le temps du massacre[1]
- Titre original italien : Giunse Ringo e... fu tempo di massacro
- Genre : Western spaghetti
- Réalisation : Mario Pinzauti
- Scénario : Mario Pinzauti
- Musique : Felice Di Stefano
- Production : A.L V. Film
- Photographie : Vitaliano Natalucci
- Montage : Carlo Alberto Baltieri
- Effets spéciaux : Celeste Battistelli
- Décors : Claudio Giambanco
- Maquillage : Gloria Granati
- Format d'image : 2.35:1
- Durée : 80 minutes
- Pays de production :  Italie
- Année de sortie : 1970
- Langue originale : italien
- Distribution en Italie : Indipendenti Regionali
- Date de sortie en salle en France : 8 mars 1972[1]

## Distribution
- Jean Louis : Ringo
- Lucy Bomez : Pilar
- Omero Gargano : Don Juan
- Anna Cerreto : mère de Pilar
- Giovanni Ivan Scratuglia : shérif Slim Farrell
- Gualtiero Rispoli : docteur Sanchez
- Armando Carini : Alvarez
- Mickey Hargitay : Mike Wood